# سس ووسترشر
سس ووسترشر (انگلیسی: Worcestershire sauce) که گاهی به اختصار سس ووستر خوانده می‌شود، یک چاشنی مایع تخمیر شده است که برای اولین بار به دست شیمی‌دانانی اهل شهر ووستر انگلستان به نام‌های جان ویلی لئا و ویلیام هنری پرینز ساخته شد.
این دو در دهه ۱۸۳۰ دستورالعمل تهیه این سس را ابداع کردند اما با توجه به آن‌که مزه سس باب طبعشان نبود آن را کنار گذاشته بودند و فراموش شده بود. چندین ماه بعد بشکه‌ای از این سس در حالی که جاافتاده و مزه‌اش ملایم‌تر شده بود، کشف شد و به این ترتیب سس ووسترشر نام گرفت.

امروزه مواد تشکیل‌دهنده سس ابتدا به مدت ۱۸ ماه نگهداری و پس از رسیدن آنها را ترکیب و در بطری می‌کنند. میزان دقیق مواد تشکیل‌دهنده تا به امروز مخفی مانده‌است.
سس ووسترشر عطر و طعمی منحصربفرد داشته و اغلب برای بهبود کیفیت خوشمزگی به دستور تهیه غذاها و نوشیدنی‌ها اضافه می‌شود. از این سس در تهیه سالاد سزار، خوراک لوبیا، صدف، و غذاهای تهیه‌شده از گوشت گاو استفاده می‌شود.